# Androkles und der Löwe
Androkles und der Löwe ist ein US-amerikanischer komödiantischer Antikfilm aus dem Jahr 1952 von Chester Erskine mit Jean Simmons und Victor Mature in den Hauptrollen sowie Alan Young in der Titelrolle. Der Film wurde von RKO Radio Pictures produziert. Als Vorlage für das Drehbuch diente das gleichnamige Bühnenstück des irischen Dramatikers George Bernard Shaw, das wiederum auf dem Werk Noctes Atticae des römischen Schriftstellers Aulus Gellius basiert.

## Handlung
Rom im Jahr 161 n. Chr.: Cato, der Leiter der kaiserlichen Geheimpolizei, erhält den Befehl, wöchentlich 100 Christen festzunehmen, die in der Arena zur Volksbelustigung geopfert werden sollen. Als römische Soldaten in Syrakus einmarschieren, ergreifen der christliche Schneider Androkles und seine Frau Megaera die Flucht. Auf ihrer Flucht begegnen sie zu Megaeras Entsetzen einem Löwen. Während Megaera in Ohnmacht fällt, erkennt Androkles, dass von der Raubkatze keine Gefahr ausgeht. Der Löwe brüllt nicht aus Zorn, er bittet vielmehr um Hilfe, da ein Dorn in einer seiner Pfoten steckt. Androkles kann den Dorn entfernen. Er nennt den dankbaren Löwen Tommy und spielt und schmust mit ihm. Megaera erwacht und flieht panisch in die Wälder. Androkles hingegen wird von Soldaten gefangen genommen und wegen des ungewöhnlichen Umgangs mit dem Löwen für einen Zauberer gehalten.
Cato befiehlt dem Hauptmann, der Androkles und andere Christen nach Rom führt, besonders aufmerksam zu sein, da Christen als sehr findige Ausbrecher gelten. Unter den Gefangenen befindet sich die Christin Lavinia, die sich um einen verletzten Soldaten kümmert. Auch wenn sich der Hauptmann zu der jungen Frau hingezogen fühlt, droht er ihr mit Strafe. Lavinia, die sich mit Androkles angefreundet hat, lacht über die Drohung und weist darauf hin, dass sie eh zum Tod verurteilt sei. Kurze Zeit später ereignet sich ein Unfall, bei dem ein Wagen umkippt und einen der Soldaten einklemmt. Der hünenhafte Gefangene Ferrovius kann den Wagen anheben und der Soldat befreit werden. Der dankbare Hauptmann lässt die Ketten des Riesen entfernen, trotz aller Warnungen über dessen Temperament und der Fähigkeit, Leute zum Christentum konvertieren zu lassen. Während eines Nachtlagers bietet der Hauptmann Lavinia seine Hilfe an, die sie jedoch ablehnt.
In Rom angekommen schlägt der kaiserliche Lobbyist Lentulus Ferrovius ins Gesicht, um zu prüfen, ob der Christ ihm tatsächlich die andere Wange hinhält. Der Hüne schluckt seinen Ärger hinunter, besteht aber darauf, den gleichen Test mit Lentulus zu vollziehen. Er beginnt zu predigen und schlägt zu. Lentulus kann vor Schreck nicht zurückschlagen und fällt in Ohnmacht. Die Gefangenen werden ins Kolosseum gebracht. Die Männer sollen gegen Gladiatoren kämpfen, während die Frauen Löwen zum Fraß vorgeworfen werden sollen. Derweil diskutiert der Kaiser im Palast die Christenfrage mit Editor, dem Direktor des Kolosseums. Editor beklagt sich, dass die Opferung der Christen die Spiele stören würden. Der Kaiser dagegen fühlt sich in der Verantwortung, aus den Christen Märtyrer zu machen. Dem zwielichtigen Spintho, der heimlich zum Christentum übergewechselt ist, erklärt er, dass seine „Krankheit“ bald geheilt werde. Der des Diebstahls überführte Spintho wird festgenommen und zu den Christen ins Kolosseum gebracht. Am Vorabend der Spiele sorgt sich Ferrovius, ob er bis zum Ende seinem Glauben treu bleiben kann. Lavinia hegt keinerlei Sorgen und wehrt die Avancen des Hauptmanns ab.
Überzeugt vom Paradies lehnen zu Beginn der Spiele Lavinia und Androkles ein Brandopfer für die Göttin Diana ab, was zu ihrer Begnadigung geführt hätte. Spintho will hingegen das Opfer bringen, wird aber von einem Löwen getötet. Ferrovius greift ein Schwert und kämpft gegen die Gladiatoren. Während er einen der Gegner tötet, fleht der Hauptmann Lavinia an, ihn zu heiraten. Im Glauben, für eine höhere Sache als ihren Glauben zu sterben, lehnt sie auch dieses Angebot ab. Der Kaiser ist von Ferrovius so beeindruckt, dass er befiehlt, dass alle sich durch ihn zum Christentum bekehren lassen. Dafür soll nur einer der Gefangenen den Löwen vorgeworfen werden. Wegen seines Rufs als Zauberer wird Androkles ausgewählt. Zu Androkles Glück ist der Löwe, dem er gegenübersteht, Tommy, der zum Erstaunen der Zuschauer mit Androkles spielt. Androkles zeigt dem Kaiser, wie man sich mit Löwen anfreundet, und schon bald lässt sich Tommy vom Kaiser umarmen. Der Kaiser verkündet stolz, dass er den Löwen gezähmt habe. Ferrovius wird ein Posten in der kaiserlichen Garde angeboten. Der Hauptmann und Lavinia sehen einer gemeinsamen Zukunft entgegen, während Androkles und Tommy sich aus dem Kolosseum stehlen.

## Produktion

### Hintergrund
Gedreht wurde der Film von Anfang September bis zum 21. November 1951. Zusätzliche Aufnahmen und Nachdrehs entstanden im August 1952. Drehort waren die RKO-Studios in Hollywood.
Mitte der 1930er Jahre ermutigte George Bernard Shaw den Produzenten Gabriel Pascal zur filmischen Umsetzung seiner Bühnenstücke. Pascal produzierte in England drei Stücke des Dramatikers: Der Roman eines Blumenmädchens (1938), Major Barbara (1940) und Caesar und Cleopatra. Er gab in einem Interview mit der New York Times an, dass er Shaw überzeugen konnte, zusätzliche Dialoge und Änderungen im Geschichtsaufbau vorzunehmen, um dem Medium Film gerecht zu werden. Shaw starb im November 1950 vor Drehbeginn. Seine Nachlassverwalter verfügten, dass nicht mehr als 10 Prozent des Originaltextes für den Film verändert werden durften. Da das Bühnenstück Androcles and the Lion nur ein Zwei-Akter war, musste Pascal den Stoff strecken, um auf eine abendfüllende Spielfilmlänge zu kommen. Er holte sich die Erlaubnis ein, 25 Prozent des Textes zu ändern. Dazu übernahm er Passagen aus Shaws Vorwort. Zudem wurde die Figur des Cato eingefügt.
Auf Grund finanzieller Probleme wollte Pascal den Film zusammen mit dem Szenenbildner Harry Horner in Mexiko inszenieren. Im Januar 1951 stieß das Studio RKO zum Projekt. Die Dreharbeiten begannen am 9. Februar mit Jean Simmons in ihrem Debüt in einem US-Film. Regie führte H. C. Potter, Chefkameramann war der Österreicher Franz Planer, den Schnitt sollte Ralph Dawson vornehmen. Für die Rolle des Androkles war RKO in Verhandlung mit Paramount Pictures, um den TV-Star Alan Young auszuleihen.
Nach drei Drehtagen wurden die Dreharbeiten unterbrochen. Simmons Vertrag mit RKO schrieb eine Probephase nach einem Drehtag vor. Potter verließ das Projekt, der Grund dafür wurde nicht bekanntgegeben. Letztendlich dauerte die Unterbrechung sieben Monate. Als Hauptgrund wurden Schwierigkeiten mit der Besetzung des Androkles genannt. Wegen der langen Pause mussten mehrere Rollen neu besetzt und Mitglieder der Filmcrew gewechselt werden.
Im August wurde die Badeszene der Vestalinnen nachgedreht. Regie führte hier Nicholas Ray. Joseph Breen, Direktor der Zensurbehörde PCA, sprach sich gegen die Szene aus und warnte, dass der Film inakzeptabel sei, sollte die Szene beibehalten werden. Die Szene wurde entsprechend gekürzt. Breen gab den Ratschlag, das Drehbuch Monsignore John J. Devlin zur Ansicht vorzulegen, der von vielen Filmemachern als Berater hinzugezogen wurde. Devlin erklärte Pascal per Brief, dass der Film akzeptabel sei. Erwünscht sei ein Vorwort, das darauf hinweise, dass alle Ähnlichkeiten mit dem Leben früher christlicher Märtyrer zufällig seien. Pascal verzichtete auf ein Vorwort.
1968 entstand mit Androklus und der Löwe eine vom DEFA-Studio für Spielfilme (Potsdam-Babelsberg) für den Deutschen Fernsehfunk produzierte Adaption unter der Regie von Kurt Jung-Alsen.

### Stab
Albert S. D’Agostino und Charles F. Pyke oblag die künstlerische Leitung. Harry Horner und William Cameron Menzies waren für das Szenenbild zuständig, Al Orenbach und Darrell Silvera für die Ausstattung, Emile Santiago für die Kostüme. Verantwortliche Toningenieure waren John L. Cass und Clem Portman, Linwood G. Dunn sorgte für die visuellen Effekte. Constantin Bakaleinikoff war der musikalische Direktor.

### Besetzung
In kleinen nicht im Abspann erwähnten Nebenrollen traten Harry Cording, Dick Elliott, Bess Flowers, Robert Foulk, Charlie Hall und Strother Martin auf.

## Synchronisation
Die deutsche Synchronfassung entstand im Auftrag der Simoton Film GmbH in Berlin.
| Rolle                 | Schauspieler      | Deutscher Synchronsprecher |
| --------------------- | ----------------- | -------------------------- |
| Lavinia               | Jean Simmons      | Margot Leonard             |
| Hauptmann             | Victor Mature     | Curt Ackermann             |
| Androkles             | Alan Young        | Wolfgang Spier             |
| Ferrovius             | Robert Newton     | Eduard Wandrey             |
| Kaiser Antoninus Pius | Maurice Evans     | Martin Held                |
| Lentulus              | Reginald Gardiner | Wolfgang Neuss             |
| Editor                | Alan Mowbray      | Robert Klupp               |
| Spintho               | Noel Willman      | Friedrich Joloff           |
| Cato                  | John Hoyt         | Klaus Miedel               |
| Zenturio              | Jim Backus        | Wolf Martini               |

## Veröffentlichung
Die Premiere des Films fand am 30. Oktober 1952 in Los Angeles statt. In der Bundesrepublik Deutschland kam er am 2. Oktober 1953 in die Kinos, in Österreich im März 1955.

## Kritiken
Der Filmkritiken-Aggregator Rotten Tomatoes hat in einer Auswertung von sieben Kritiken eine Zustimmungsrate von 43 Prozent errechnet. Das Publikumsergebnis hat sich bei 50 Prozent positiver Bewertungen eingependelt.
Das Lexikon des internationalen Films schrieb: „Der Sinn und der Witz von Shaws dialektischer Komödie über christliche Legendenbildung und praktisches Christentum liegen allein im Dialog und entziehen sich deshalb weitgehend der filmischen Gestaltung im Hollywood-Stil, auch wenn sich die Produktion stets um literarische Exaktheit bemüht.“
Bosley Crowther von der The New York Times nannte Pascals Produktion eine größtenteils ordentliche Bearbeitung, die jedoch nicht gänzlich geglückt sei. Die Dekoration und die Bauten, die das Auge des Zuschauers während der brillanten Dialoge erfreuen sollen, seien zu fadenscheinig und gekünstelt, die Massenszenen oftmals eintönig und die Nahaufnahmen einzelner Personen flach und ausgedehnt. Der intellektuelle Gehalt des Dramas leide an der matten Inszenierung, die Fantasie und die Drolligkeit erscheinen seltsam schwerfällig und langsam.
Die Variety beschrieb den Film als seltsame Mischung aus einfacher Komödie und Shaws Geist.
Victoria Graham schrieb in der Zeitschrift The Spectator, Shaws respektlose Ansichten über das Christentum, die so brillant in seinem ausnahmsweise schwachen Bühnenstück dargelegt werden, verlieren in Pascals noch schwächerer Adaption einen Großteil ihrer ursprünglichen Schärfe.